# Atayal
Atayal (kineski: 泰雅; pinyin: Tàiyǎ) su autohtona grupa tajvanskih domorodaca. Godine 2014. bilo je 85,888 pripadnika Atayala. To je bilo oko 15,9% ukupne domorodačke populacije Tajvana, što ih čini trećom najvećom autohtonom grupom. Značenje riječi Atayal je "pravi čovjek" ili "hrabar čovjek".

## Podrijetlo
Prvi zapis Atayala nalazi se u blizini gornjih obala rijeke Zhuoshui. Međutim, tijekom kasnog 17. stoljeća prelazili su središnje planinske visine u pustinju istoka. Zatim su se naselili u dolini rijeke Liwu. Ovdje se mogu naći sedamdeset devet sela Atayala.
Tajvan je dom brojnih austronezijskih autohtonih grupa od prije 4,000 godina prije Krista. Međutim, genetska analiza sugerira da različiti narodi mogu imati različite izvorne populacije podrijetlom s azijskoga kopna i mogu se razvijati međusobno izolirano. Vjeruje se da su Atayali migrirali u Tajvan iz Južne Kine ili Jugoistočne Azije. Genetičke studije također su otkrile sličnosti između Atayala i drugih grupa na Filipinima i Tajlandu, a u manjoj mjeri s Južnom Kinom i Vijetnamom. Atayali su genetski različiti od etničke grupe Amis, koji su najveća autohtona skupina na Tajvanu, kao i od naroda Han, što sugerira malo miješanje između tih grupa ljudi. Studije o polimorfizmima mitohondrijske DNK (mtDNA) upućuju na drevne migracije dviju loza različitih naroda u Tajvan prije približno 11,000-26,000 godina. Ipak, moderni ljudi vrlo su međusobno povezani s kineskim imigrantima Han.
Nedavne studije DNK pokazuju da etnička grupa Lapita i moderni Polinežani imaju zajedničko podrijetlo s Atayalima i Kankanaeyjima iz sjevernog Filipina.
Atayali su vidljivo različiti od Han Kineza Tajvana. Iz brakova između Atayala s Han Kinezima potječu i azijske poznate osobe kao što su: Vivian Hsu, Vic Zhou, Yuming Lai i Kao Chin Su-mei.

## Folklor
Prema legendama svojih starješina, prvi su se Atayali pojavili kad se razbio kamen Pinspkan. Bilo je troje ljudi, ali odlučili su se vratiti u kamen. Bili su jedan čovjek i jedna žena koji su živjeli jako dugo i jako se voljeli. Ali taj čovjek kao dječak bio je sramežljiv i nije se usudio pristupiti djevojci. Zatim je djevojka došla na ideju. Ostavila je svoj dom i pronašla ugljen s kojim je potamnila lice kako bi mogla izgledati kao druga djevojka.
Nakon nekoliko dana vratila se natrag u svoj dom, a dječak ju je zamijenio za drugu djevojku i živjeli su sretno dugo vremena. Nedugo nakon toga, par je imao djecu, ispunjavajući svoju misiju nastanka sljedeće generacije. Običaj Atayala da se tetoviraju mogao je potjecati od djevojke koja je potamnila lice u legendi.